# Scolopendra heros
Scolopendra heros är en mångfotingart som beskrevs av Girard 1853. Scolopendra heros ingår i släktet Scolopendra och familjen Scolopendridae. Inga underarter finns listade i Catalogue of Life.